# 桜あい
桜 あい（さくら あい、1988年8月23日 - ）は、日本のAV女優。
身長:163 cm。スリーサイズ:B90(G)・W58・H88。
趣味/特技：アニメを見ること/

## 略歴
2009年6月に『おしゃぶり天使デビュー 桜あい』がエムズビデオグループ専属でAVデビュー。

## 出演作品

### アダルトビデオ
- おしゃぶり天使デビュー（2009年6月19日 エムズビデオグループ）
- 爆乳ごっくんエンジェル（2009年7月19日 エムズビデオグループ）
- 飲みたがるオクチとマンコ（2009年8月19日 エムズビデオグループ）
- ぶっかけと精飲（2009年9月19日 エムズビデオグループ）
- おしゃぶりVENUS（2009年10月19日 エムズビデオグループ）
- 飲尿精飲エムズ便器　桜あい（2009年11月19日 エムズビデオグループ）
- センズリをガン見するギャル 12人（2009年12月3日、グローリークエスト）オムニバス作品
- ギャルズトーク 09（2009年12月10日、エロジナスゾーン）
- 素人猥写 十九人目…巨乳でスタイル抜群のドスケベ女子大生。 愛菜(21)（2009年12月10日 プレステージ）
- ザ・ギャルナン 26（2009年12月17日 グローリークエスト）
- くびれ爆乳ゴックン少女 貴重なドM未公開映像!! （2009年12月18日 クリスタル映像）
- あえがせてみせます。普段は絶対に聞けないダレもが1秒でトリコになる美声で清楚な美人コールセンターレディ（2009年12月19日 ディープス）
- しばられたい わたし、ただのオモチャで、いいんです。（2010年1月15日 ドリームチケット）
- レギンス娘しか見たくない! 4時間（2010年1月22日 TMA）オムニバス作品
- 恥ずかしいカラダ あい（2010年1月30日 HMJM）
- 銭湯で洗体をしてくれる巨乳ギャルに勃起チ●ポがバレたらその柔らかくて気持ちがいい♥おっぱいで抜かれた。（2010年2月4日 GARCON）
- スク水H 9（2010年2月5日 クリスタル映像）
- PERFECT DOLL あい（2010年2月27日 HMJM）
- キレイ好きなオクチ 腰が引けちゃうお掃除フェラとトリハダもんの直後責め（2010年3月5日 ワープエンタテインメント）オムニバス作品
- 素人コギャルHEAVEN 4時間 NEO 16（2010年3月26日 KMP）オムニバス作品
- ボインボックス素人（ABC/妄想族）
- 女子校生の陰毛いじり 〜絶景の恥丘アンダーヘアーとおマンコの表情!!〜 （2010年4月2日、映天）オムニバス作品
- 噂の美巨乳素人 B90（G）（2010年4月16日 KMP）
- カラダを売りにするS級素人 看護師　あい（2010年4月16日 S級素人）
- 中出し玩具、貸します。 06（2010年6月18日 S級素人）
- メガザーメン一発大量顔射！ 4（2010年6月25日 レアル・ワークス）オムニバス作品

### 総集編
- 特濃！生中出し4時間（2010年4月19日 エムズビデオグループ）
- Boin Box 2010年版　上半期BEST 4時間（2010年8月19日 ABC/妄想族）